# Carl Normann

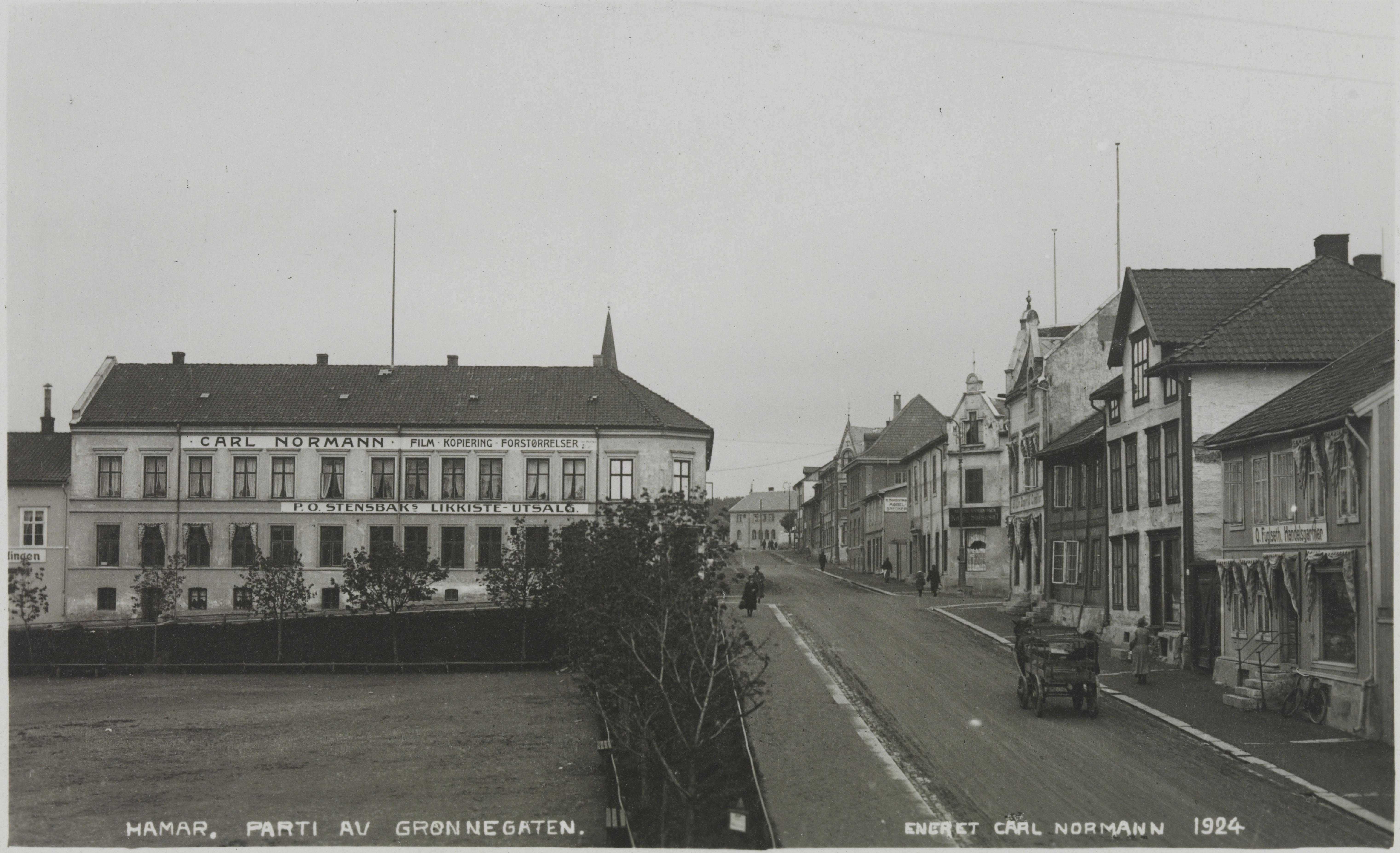
Ulice Grønnegaten v Hamaru, vlevo se nachází Normannovo umělecké nakladatelství

Carl Normann (22. října 1886, Östersund – 8. ledna 1960) byl norský fotograf známý zejména fotografiemi publikovanými na mnoha norských pohlednicích a prodávanými prostřednictvím jeho společnosti Normanns Kunstforlag (Normannovo umělecké nakladatelství).

## Životopis
Narodil se 22. října 1886 v Östersundu, jeho rodina žila v Trondheimu, ale emigrovala do Ameriky, když bylo Carlovi 16 let. Carl začal studovat fotografii u Oscara Holtheho. Jako dvacetiletý v roce 1906 založil společnost Normanns Kunstforlag a v roce 1909 se přestěhoval do Kristianie (později Oslo). V roce 1916 se přestěhoval do Hamaru.
V roce 1956 získal zlatou královskou medaili za zásluhy. Zemřel 8. ledna 1960 ve svých 73 letech.

## Galerie

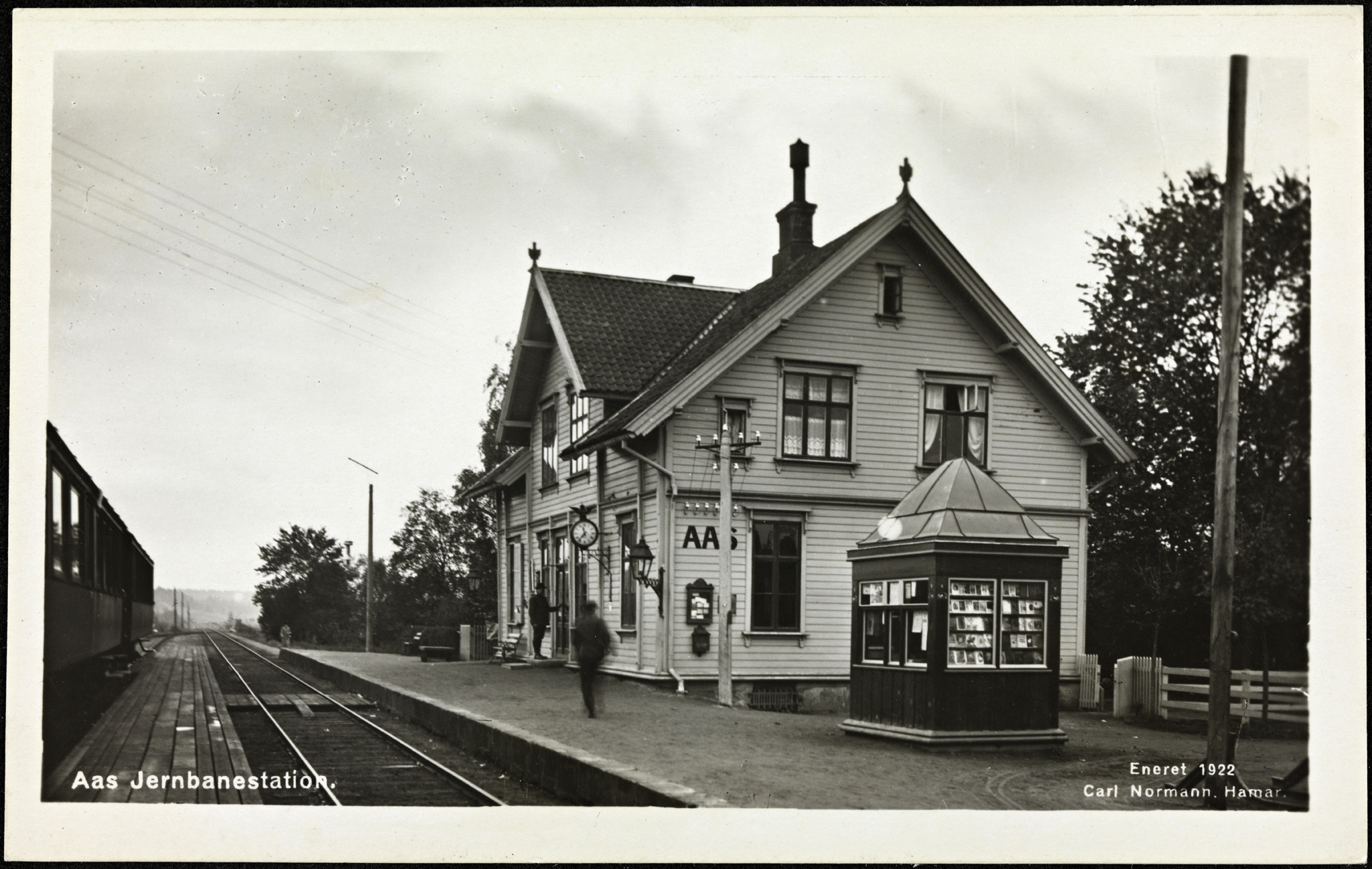
Vlakové nádraží v Aasu, 1922
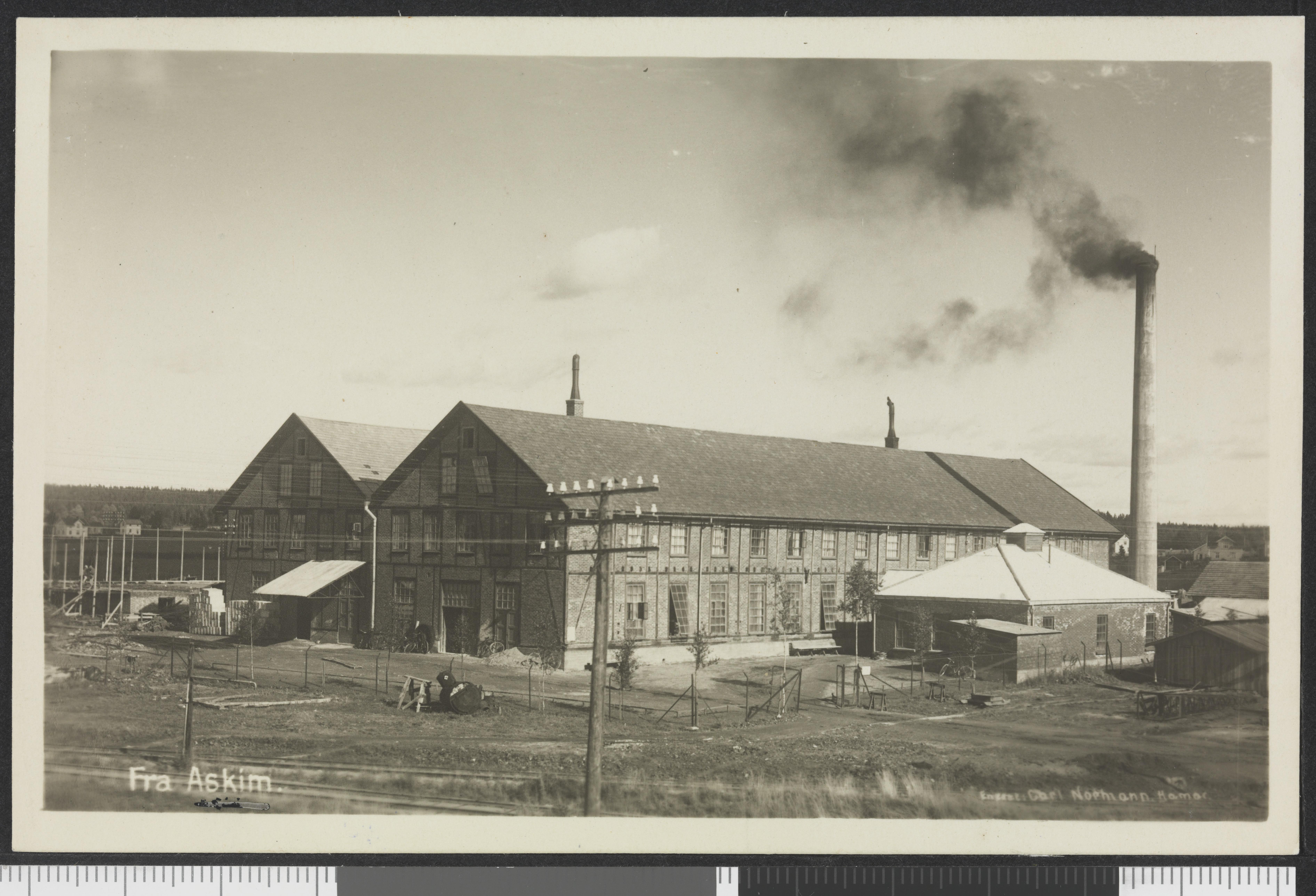
Z Askimu
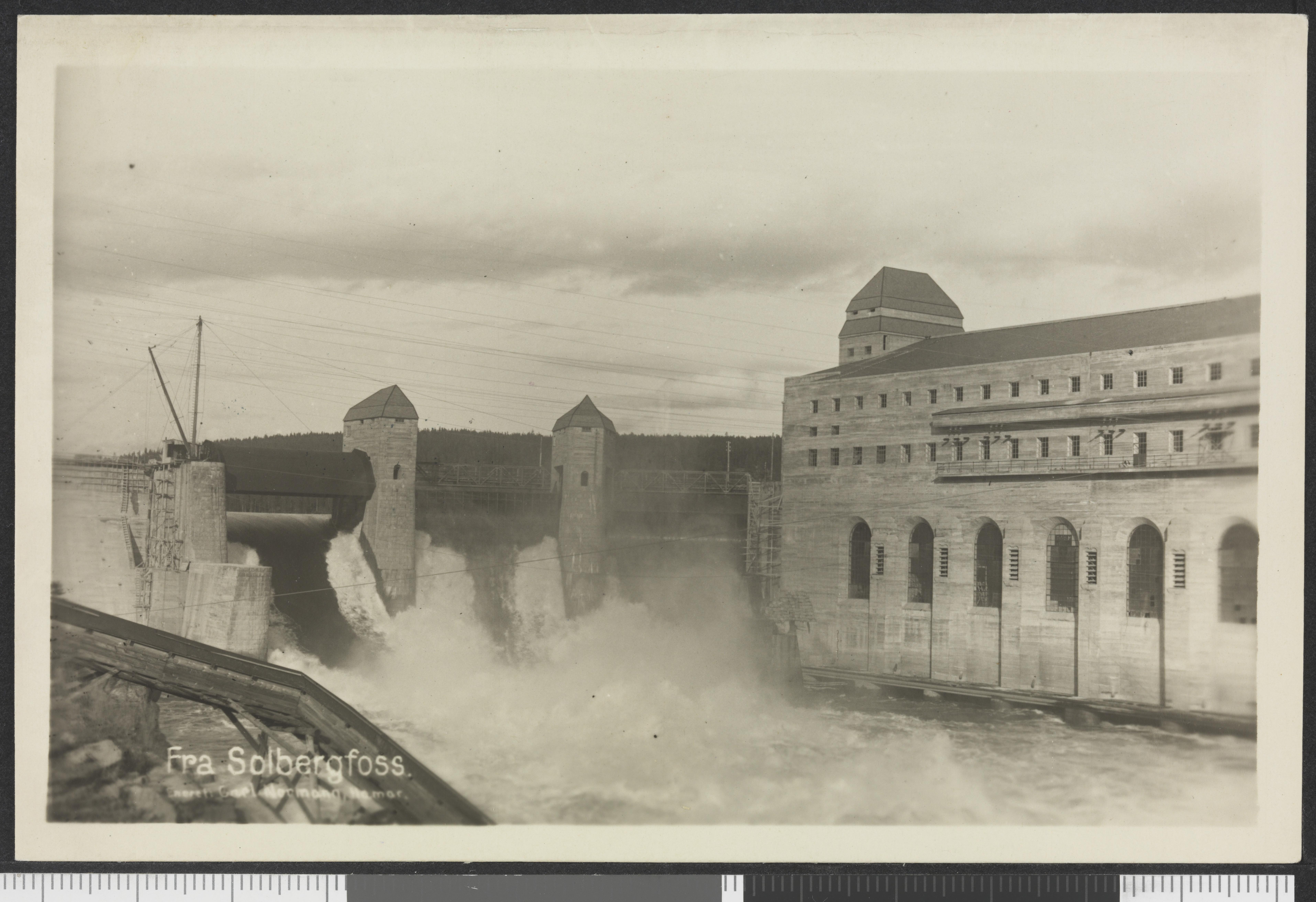
Ze Solbergfossu
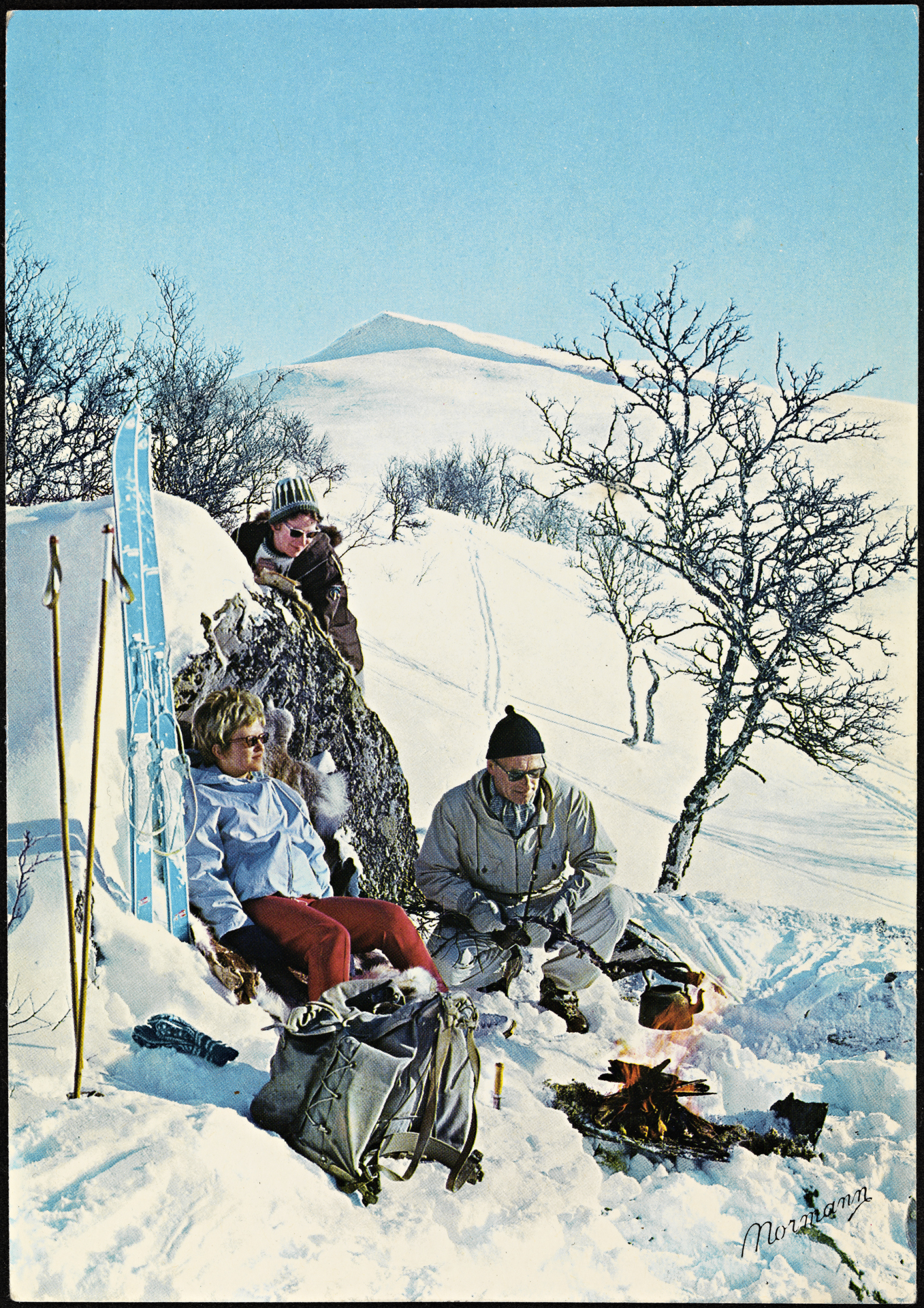
Norsko - Pozdrav z hor